# Crenicichla adspersa
Crenicichla adspersa é uma espécie de peixe da família dos ciclídeos e da ordem dos perciformes. Os machos podem alcançar 29 cm de comprimento. Encontra-se na América do Sul, na bacia do rio Amazonas, no Brasil.